# Taeniodonta
De Taeniodonta vormen een orde van uitgestorven zoogdieren. De vertegenwoordigers hadden krachtige graafpoten, waarmee ze wortels en knollen opgroeven. De tanden waren hierdoor sterk aan slijtage onderhevig en om dit te verhelpen groeiden ze continu door en waren ze bedekt met een extra laag glazuur. De geslachten varieerden in grootte van de omvang van een rat tot die van een beer. Het bekendste geslacht is Stylinodon. In Noord-Amerika gevonden fossielen zijn gedateerd op ouderdommen van Laat-Krijt tot Laat-Eoceen met Schowalteria als oudste.
De groep wordt ook wel beschouwd als een onderorde van de orde Cimolesta met Alveugena als nauwste verwant.

## Taxonomie
Volgens Thomas E. Williamson en Stephen L. Brusatte (2013):
- Orde Cimolesta
  - Onderorde Taeniodonta
    - Schowalteria
    - Onychodectes
    - Familie Conoryctidae
      - Conoryctella
      - Huerfanodon
      - Conoryctes

    - Familie Stylinodontidae
      - Wortmania
      - Psittacotherium
      - Ectoganus
      - Stylinodon